# Louis Chauvineau
Pour les articles homonymes, voir Chauvineau.
Narcisse Alfred Gabriel Louis Chauvineau, né le 12 octobre 1874 à Loudun et mort le 8 mars 1969 à Baugé, est un général de l'armée française pendant la Seconde Guerre mondiale. Pendant sa carrière de 1899 à 1940, il exerça le commandement d'unités du génie ou de travaux de fortifications, dont il donna des cours.
Il est l'auteur de Une invasion est-elle encore possible ? paru en 1939, objet de nombreuses critiques après la défaite militaire de 1940.

## Biographie
Louis Chauvineau intègre en 1895 l'École Polytechnique et suit une formation de sapeur à l'École militaire de Fontainebleau. Sorti lieutenant, Chauvineau incorpore en 1899 le 6e régiment du génie. Il devient instructeur à l'École militaire d'artillerie et du génie à Versailles en 1902. Promu capitaine en 1903, il est nommé professeur du cours de fortification l'année suivante. En 1908, Chauvineau entre au 4e régiment du génie puis est admis en 1909 à l'École supérieure de la guerre. En 1911, il sert à l'état-major du 10e corps d'armée puis à celui du Gouverneur militaire de Paris à partir de 1913.
C'est à ce poste que Chauvineau commence la Première Guerre mondiale, avant de gagner l'état-major du 33e corps d'armée en octobre 1914. C'est ainsi qu'il participe à une première bataille de l'Artois au printemps 1915 (son corps est alors commandé par le général Pétain), puis à une deuxième, cette fois avec le grade de chef de bataillon. En mars 1916, il prend la tête du génie de la 77e division d'infanterie qui combat à Verdun. Ayant fourni « une bravoure, une énergie, une sûreté de jugement et un esprit de suite remarquable pour l’organisation des travaux défensifs et des communications » dans un des secteurs « les plus importants et les plus menacés par une violente offensive ennemie », la Légion d'honneur lui est décernée en avril. En juin il retourne à l'état-major du 33e corps d'armée qui est engagé aux batailles de la Somme en 1916 et du Chemin des Dames en 1917. En septembre de cette année là, il est envoyé diriger les cours du génie auprès de l'armée grecque dont il devient également chef du 4e bureau, regagnant la France en octobre 1918.
Au cours de la guerre, ses supérieurs ont noté ses grandes qualités et il a été cité et décoré plusieurs fois, aussi bien par la France que par la Grèce, la Serbie, la Bulgarie, la Yougoslavie.
Pendant l'entre-deux-guerres, ses qualités, et en particulier ses réflexions originales, continuent à être remarquées par ses supérieurs, qui le recommandent avec succès au grade d'officier (1926) puis de commandeur de la Légion d'honneur (1936),. En 1919, Chauvineau devient professeur du cours du fortification à l'École de Guerre. Il enseigne ainsi à Juin, de Gaulle, de Lattre de Tassigny. Lieutenant-colonel en 1921, colonel en 1925, il commande le 1er régiment du génie entre 1926 et 1927. Chauvineau dirige ensuite l'École militaire et d’application du génie ainsi que le centre d'études tactiques à Versailles. Il est promu général de brigade en 1930 (puis de division en 1934) et reçoit le commandement du génie de la 7e région militaire (Besançon). En 1936, il passe à la deuxième section de l'état-major général. Chauvineau est ainsi rappelé au début de la Seconde Guerre mondiale pour exercer le commandement du génie de la région de Paris. À ce titre, il est chargé pendant la drôle de guerre d'exécuter les travaux d'une ligne de défense protégeant Paris, la ligne Chauvineau. Il est démobilisé le 1er juillet 1940.

## Œuvre
Au cours des années 1930, il mène une étude qu'il publie en mars 1939, sous le titre Une invasion est-elle encore possible ?, préfacée par le maréchal Pétain.
Cette œuvre a fait l'objet de nombreuses critiques, notamment de Paul Reynaud, Maurice Gamelin, Marc Bloch, etc.. Au contraire, l'auteur Éric van den Bergh défend la pertinence de son contenu et que c'est la préface qui est responsable de sa mauvaise réputation, où Pétain exprime des propos contraires au contenu du livre, dans lequel Chauvineau cherchait en réalité à alerter sur les risques possibles d'une invasion à cause de l'état de l'armée et de la politique étrangère menée par la France. Bergh envisage que Pétain ait écrit une telle préface pour masquer le fait qu'il est le responsable, par les hautes fonctions qu'il a occupées durant l'entre-deux-guerres, de la faiblesse de l'armée française que Chauvineau pointerait. Une autre thèse défendue par Marc Bloch dans l'Étrange défaite se demande si le maréchal Pétain n'est pas à l'initiative de la rédaction du livre du général Chauvineau.
L'historien Marc Bloch analyse la thèse véhiculée par le général Chauvineau qui développe l'idée d'une impossibilité d'une invasion du territoire de la France, basée sur la certitude qu'une position défensive issue des conceptions tactiques du front continu de la guerre de 1914-1918, liée à une puissance de feu qui se manifeste par la ligne Maginot, y est infiniment supérieure à une action offensive y compris aux moyens de combat modernes comme les chars, le général déclarant : « Quant aux chars qui devaient nous ramener aux guerres courtes, leur faillite est éclatante »,.
De même, le rôle de l'aviation et de ses nouvelles possibilités techniques sont également niés par le général Chauvineau comme le fait remarquer l'historien Marc Bloch, soulignant au passage la position identique du Maréchal Pétain à ce sujet :« L'avenir verra notre ministère de l'air immobiliser en des points soigneusement protégés des appareils d'un prix énorme dont le nombre diminuera sans cesse, et les y maintenir pour la riposte car les forces aériennes n'oseront plus en user dans les opérations offensives résultant de leur propre initiative »,.
Plus profondément et plus gravement, Marc Bloch détecte dans l'ouvrage du général Chauvineau la présence d'un courant politique, le militarisme, défendu par ce dernier donnant le primat des considérations militaires sur le politique dans la conduite du pays dans son ensemble. Marc Bloch y souligne que cette thèse qui revient à donner aux autorités militaires la responsabilité du pays, permet au général Chauvineau de developper « un véritable plan de politique étrangère, et même de politique intérieure » et convergent vers celle de l'Allemagne nazie.
Or, l'armée est soumise à l'autorité publique du gouvernement, seul responsable de la nation dans le pacte républicain, pacte qui sera rompu lors de la défaite de 1940,,.
En effet, les autorités militaires refusèrent en juin 1940 d'accepter la capitulation exigée par le gouvernement. Le choix des mots est fondamental. La capitulation est en effet un acte militaire demandé par le pouvoir politique, signifiant que le pays reconnait sa défaite mais reste en guerre contre son ennemi. Un armistice est un acte politique, le pays signe la paix et s'en remet aux conditions du vainqueur et de fait, à sa merci tout entière.
De ce fait, la France fut le seul état d'Europe qui accepta volontairement les conditions de l'Allemagne nazie à la différence de l'ensemble des autres pays européens envahis comme la Belgique, la Norvège, la Pologne, la Hollande dont les gouvernements trouveront refuge en Angleterre pour continuer le combat.
Marc Bloch constate finalement : « Nous sommes là en présence d'une politique qui s'est dissimulée sous le masque de la technique militaire en lui empruntant des arguments de circonstance et cette politique est celle que nous suggérait l'Allemagne. On pensait jusqu'ici que le maréchal Pétain en approuvant l'ouvrage du Général Chauvineau s'était borné à soutenir des sottises et qu'il se rendait complice d'une simple erreur militaire. Nous ne songeons pas à contester ici la médiocrité du Maréchal mais il importe de se rendre compte qu'elle n'e l'a pas empêché de se mettre au service d'une manœuvre politique destinée à aider l'ennemi et de se rendre coupable d'une véritable trahison ».
Et Bloch de conclure :« Dans l'instruction du procès de la vaste entreprise de trahison, le livre du général Chauvineau constitue dès aujourd'hui un document de tout premier ordre ».